# Lathys
Lathys is een geslacht van spinnen uit de  familie van de Dictynidae (kaardertjes).

## Soorten
- Lathys affinis (Blackwall, 1862)
- Lathys alberta Gertsch, 1946
- Lathys albida Gertsch, 1946
- Lathys annulata Bösenberg & Strand, 1906
- Lathys bin Marusik & Logunov, 1991
- Lathys brevitibialis Denis, 1956
- Lathys cambridgei (Simon, 1874)
- Lathys changtunesis Hu, 2001
- Lathys chishuiensis Zhang, Yang & Zhang, 2009
- Lathys coralynae Gertsch & Davis, 1942
- Lathys delicatula (Gertsch & Mulaik, 1936)
- Lathys dentichelis (Simon, 1883)
- Lathys dihamata Paik, 1979
- Lathys dixiana Ivie & Barrows, 1935
- Lathys foxi (Marx, 1891)
- Lathys heterophthalma Kulczynski, 1891
- Lathys humilis (Blackwall, 1855)
  - Lathys humilis meridionalis (Simon, 1874)
- Lathys immaculata (Chamberlin & Ivie, 1944)
- Lathys insulana Ono, 2003
- Lathys jubata (Denis, 1947)
- Lathys lepida O. P.-Cambridge, 1909
- Lathys lutulenta Simon, 1914
- Lathys maculina Gertsch, 1946
- Lathys maculosa (Karsch, 1879)
- Lathys maura (Simon, 1910)
- Lathys narbonensis (Simon, 1876)
- Lathys nielseni (Schenkel, 1932)
- Lathys pallida (Marx, 1891)
- Lathys sexoculata Seo & Sohn, 1984
- Lathys sexpustulata (Simon, 1878)
- Lathys simplicior (Dalmas, 1916)
- Lathys sindi (Caporiacco, 1934)
- Lathys stigmatisata (Menge, 1869)
- Lathys subviridis Denis, 1937
- Lathys sylvania Chamberlin & Gertsch, 1958
- Lathys teideensis Wunderlich, 1992
- Lathys truncata Danilov, 1994